# Удо, Икувем
Икувем Удо Утин (англ. Ikouwem Udo Utin; 11 ноября 1999) — нигерийский футболист, защитник клуба «Славен Белупо» и сборной Нигерии.

## Клубная карьера
Икувем начал заниматься футболом в Футбольной Академии Аляска. В возрасте 16 лет он присоединился к молодёжной команде «Эньимба». С 2017 года Удо начал привлекаться к играм основного состава.
В 2018 году защитник был признан лучшим молодым нигерийским игроком. Он принимал участие в играх Кубка конфедерации КАФ 2018, в котором его команде удалось дойти до полуфинала, где в двухматчевом противостоянии «Эньимба» уступила «Радже». Икувем сыграл в обеих встречах.
5 мая 2019 было объявлено о трансфере Удо в «Маккаби» из Хайфы.

## Карьера в сборной
28 января 2018 года Икувем дебютировал за национальную сборную Нигерии во встрече чемпионата африканских наций 2018 со сборной Анголы.
В начале 2019 года выступал за молодёжную сборную Нигерии на Кубке африканских наций, с которой занял четвёртое место.